# 犹太巷 (特里尔)
犹太巷（Judengasse）是特里尔的一条街巷，靠近中央市集广场（Hauptmarkt），是中世纪特里尔犹太区的中心。
犹太巷位于西门街、雅各街和手杖街（Stockstraße）之间，始于市场街，从东南向西北，中途转折向北，到达手杖街。据推测，此处曾是大犹太广场（Großer Judenplatz）。1066年第一次以书面形式提及该区形成了广场和街道，对于城市和教区具有重要意义。14世纪上半叶，犹太社区大约有60座房屋，以及犹太会堂、社区中心和其他犹太机构。
从中央市集广场，穿过犹太门（Judenpforte），就进入犹太巷。这一建筑形成于1219年，1607年到1608年改建，拥有从文艺复兴到1600年的半木架房屋。
1418年，犹太人被驱逐出特里尔城和总主教区，犹太区的历史随之结束。